# Deutschland Tour 2021
Deutschland Tour 2021 var den 35. udgave af det tyske etapeløb Deutschland Tour. Cykelløbets fire etaper blev kørt over 727 km fra 26. august med start i Stralsund, til 29. august 2021 hvor det sluttede i Nürnberg. Løbet var en del af UCI ProSeries 2021. Den oprindelige 35. udgave blev i 2020 aflyst på grund af coronaviruspandemien.

## Etaperne
| Etape    | Dato     | Start – Mål            | type              | Afstand (km) | Elevation (m) | Etapevinder        | Førende rytter   |
| -------- | -------- | ---------------------- | ----------------- | ------------ | ------------- | ------------------ | ---------------- |
| 1. etape | 26. aug. | Stralsund – Schwerin   | flad etape        | 191,4        | 906 m         | Pascal Ackermann   | Pascal Ackermann |
| 2. etape | 27. aug. | Sangerhausen – Ilmenau | kuperet etape     | 180,8        | 2.082 m       | Alexander Kristoff | Pascal Ackermann |
| 3. etape | 28. aug. | Ilmenau – Erlangen     | kuperet etape     | 193,9        | 1.923 m       | Nils Politt        | Nils Politt      |
| 4. etape | 29. aug. | Erlangen – Nürnberg    | middel bjergetape | 154,4        | 2.122 m       | Alexander Kristoff | Nils Politt      |

### 1. etape
| Stralsund - Schwerin | flad etape | (191,4 km) |

| \| Etaperesultat \| Etaperesultat \| Etaperesultat \| Etaperesultat \| Etaperesultat \| \| Rytter \| Rytter \| Hold \| Tid \| \| \| ------------- \| ------------------ \| ------------------------ \| ------------- \| ------------- \| \| 1. \| Pascal Ackermann \| Bora-Hansgrohe \| 4t 07' 01" \| \| \| 2. \| Phil Bauhaus \| Bahrain Victorious \| + 0" \| \| \| 3. \| Marco Haller \| Bahrain Victorious \| + 0" \| \| \| 4. \| Yves Lampaert \| Deceuninck-Quick Step \| + 0" \| \| \| 5. \| Jannik Steimle \| Deceuninck-Quick Step \| + 0" \| \| \| 6. \| David van der Poel \| Alpecin-Fenix \| + 0" \| \| \| 7. \| Luca Mozzato \| B&B Hotels p/b KTM \| + 0" \| \| \| 8. \| Jens Reynders \| Sport Vlaanderen-Baloise \| + 0" \| \| \| 9. \| Marco Canola \| Gazprom-RusVelo \| + 0" \| \| \| 10. \| Kim Heiduk \| Team Lotto-Kern Haus \| + 0" \| \| |                    |                          |            |
| |                    |                          |            |
| Kilde: ProCyclingStats |                    |                          |            |
| Etaperesultat |                    |                          |            |
| Rytter | Rytter             | Hold                     | Tid        |
| 1. | Pascal Ackermann   | Bora-Hansgrohe           | 4t 07' 01" |
| 2. | Phil Bauhaus       | Bahrain Victorious       | + 0"       |
| 3. | Marco Haller       | Bahrain Victorious       | + 0"       |
| 4. | Yves Lampaert      | Deceuninck-Quick Step    | + 0"       |
| 5. | Jannik Steimle     | Deceuninck-Quick Step    | + 0"       |
| 6. | David van der Poel | Alpecin-Fenix            | + 0"       |
| 7. | Luca Mozzato       | B&B Hotels p/b KTM       | + 0"       |
| 8. | Jens Reynders      | Sport Vlaanderen-Baloise | + 0"       |
| 9. | Marco Canola       | Gazprom-RusVelo          | + 0"       |
| 10. | Kim Heiduk         | Team Lotto-Kern Haus     | + 0"       |

| \| Samlede stilling \| Samlede stilling \| Samlede stilling \| Samlede stilling \| Samlede stilling \| \| Rytter \| Rytter \| Hold \| Tid \| \| \| ---------------- \| ------------------ \| ------------------------ \| ---------------- \| ---------------- \| \| 1. \| Pascal Ackermann \| Bora-Hansgrohe \| 4t 06' 51" \| \| \| 2. \| Phil Bauhaus \| Bahrain Victorious \| + 4" \| \| \| 3. \| Marco Haller \| Bahrain Victorious \| + 6" \| \| \| 4. \| Yves Lampaert \| Deceuninck-Quick Step \| + 10" \| \| \| 5. \| Jannik Steimle \| Deceuninck-Quick Step \| + 10" \| \| \| 6. \| David van der Poel \| Alpecin-Fenix \| + 10" \| \| \| 7. \| Luca Mozzato \| B&B Hotels p/b KTM \| + 10" \| \| \| 8. \| Jens Reynders \| Sport Vlaanderen-Baloise \| + 10" \| \| \| 9. \| Marco Canola \| Gazprom-RusVelo \| + 10" \| \| \| 10. \| Kim Heiduk \| Team Lotto-Kern Haus \| + 10" \| \| |                    |                          |            |
| |                    |                          |            |
| Kilde: ProCyclingStats |                    |                          |            |
| Samlede stilling |                    |                          |            |
| Rytter | Rytter             | Hold                     | Tid        |
| 1. | Pascal Ackermann   | Bora-Hansgrohe           | 4t 06' 51" |
| 2. | Phil Bauhaus       | Bahrain Victorious       | + 4"       |
| 3. | Marco Haller       | Bahrain Victorious       | + 6"       |
| 4. | Yves Lampaert      | Deceuninck-Quick Step    | + 10"      |
| 5. | Jannik Steimle     | Deceuninck-Quick Step    | + 10"      |
| 6. | David van der Poel | Alpecin-Fenix            | + 10"      |
| 7. | Luca Mozzato       | B&B Hotels p/b KTM       | + 10"      |
| 8. | Jens Reynders      | Sport Vlaanderen-Baloise | + 10"      |
| 9. | Marco Canola       | Gazprom-RusVelo          | + 10"      |
| 10. | Kim Heiduk         | Team Lotto-Kern Haus     | + 10"      |

### 2. etape
| Sangerhausen - Ilmenau | kuperet etape | (180,8 km) |

| \| Etaperesultat \| Etaperesultat \| Etaperesultat \| Etaperesultat \| Etaperesultat \| \| Rytter \| Rytter \| Hold \| Tid \| \| \| ------------- \| ------------------ \| ---------------------------------- \| ------------- \| ------------- \| \| 1. \| Alexander Kristoff \| UAE Team Emirates \| 4t 24' 12" \| \| \| 2. \| Phil Bauhaus \| Bahrain Victorious \| + 0" \| \| \| 3. \| Pascal Ackermann \| Bora-Hansgrohe \| + 0" \| \| \| 4. \| Jannik Steimle \| Deceuninck-Quick Step \| + 2" \| \| \| 5. \| Sven Erik Bystrøm \| UAE Team Emirates \| + 2" \| \| \| 6. \| Rasmus Tiller \| Uno-X Pro Cycling Team \| + 2" \| \| \| 7. \| Jonas Koch \| Intermarché-Wanty-Gobert Matériaux \| + 2" \| \| \| 8. \| Matteo Jorgenson \| Movistar Team \| + 2" \| \| \| 9. \| Luca Mozzato \| B&B Hotels p/b KTM \| + 2" \| \| \| 10. \| Yves Lampaert \| Deceuninck-Quick Step \| + 2" \| \| |                    |                                    |            |
| |                    |                                    |            |
| Kilde: ProCyclingStats |                    |                                    |            |
| Etaperesultat |                    |                                    |            |
| Rytter | Rytter             | Hold                               | Tid        |
| 1. | Alexander Kristoff | UAE Team Emirates                  | 4t 24' 12" |
| 2. | Phil Bauhaus       | Bahrain Victorious                 | + 0"       |
| 3. | Pascal Ackermann   | Bora-Hansgrohe                     | + 0"       |
| 4. | Jannik Steimle     | Deceuninck-Quick Step              | + 2"       |
| 5. | Sven Erik Bystrøm  | UAE Team Emirates                  | + 2"       |
| 6. | Rasmus Tiller      | Uno-X Pro Cycling Team             | + 2"       |
| 7. | Jonas Koch         | Intermarché-Wanty-Gobert Matériaux | + 2"       |
| 8. | Matteo Jorgenson   | Movistar Team                      | + 2"       |
| 9. | Luca Mozzato       | B&B Hotels p/b KTM                 | + 2"       |
| 10. | Yves Lampaert      | Deceuninck-Quick Step              | + 2"       |

| \| Samlede stilling \| Samlede stilling \| Samlede stilling \| Samlede stilling \| Samlede stilling \| \| Rytter \| Rytter \| Hold \| Tid \| \| \| ---------------- \| ------------------ \| ---------------------------------- \| ---------------- \| ---------------- \| \| 1. \| Pascal Ackermann \| Bora-Hansgrohe \| 8t 30' 59" \| \| \| 2. \| Phil Bauhaus \| Bahrain Victorious \| + 2" \| \| \| 3. \| Alexander Kristoff \| UAE Team Emirates \| + 4" \| \| \| 4. \| Marco Haller \| Bahrain Victorious \| + 11" \| \| \| 5. \| Georg Zimmermann \| Intermarché-Wanty-Gobert Matériaux \| + 13" \| \| \| 6. \| Joshua Huppertz \| Team Lotto-Kern Haus \| + 13" \| \| \| 7. \| Nils Politt \| Bora-Hansgrohe \| + 14" \| \| \| 8. \| Jannik Steimle \| Deceuninck-Quick Step \| + 16" \| \| \| 9. \| Yves Lampaert \| Deceuninck-Quick Step \| + 16" \| \| \| 10. \| Luca Mozzato \| B&B Hotels p/b KTM \| + 16" \| \| |                    |                                    |            |
| |                    |                                    |            |
| Kilde: ProCyclingStats |                    |                                    |            |
| Samlede stilling |                    |                                    |            |
| Rytter | Rytter             | Hold                               | Tid        |
| 1. | Pascal Ackermann   | Bora-Hansgrohe                     | 8t 30' 59" |
| 2. | Phil Bauhaus       | Bahrain Victorious                 | + 2"       |
| 3. | Alexander Kristoff | UAE Team Emirates                  | + 4"       |
| 4. | Marco Haller       | Bahrain Victorious                 | + 11"      |
| 5. | Georg Zimmermann   | Intermarché-Wanty-Gobert Matériaux | + 13"      |
| 6. | Joshua Huppertz    | Team Lotto-Kern Haus               | + 13"      |
| 7. | Nils Politt        | Bora-Hansgrohe                     | + 14"      |
| 8. | Jannik Steimle     | Deceuninck-Quick Step              | + 16"      |
| 9. | Yves Lampaert      | Deceuninck-Quick Step              | + 16"      |
| 10. | Luca Mozzato       | B&B Hotels p/b KTM                 | + 16"      |

### 3. etape
| Ilmenau - Erlangen | kuperet etape | (193,9 km) |

| \| Etaperesultat \| Etaperesultat \| Etaperesultat \| Etaperesultat \| Etaperesultat \| \| Rytter \| Rytter \| Hold \| Tid \| \| \| ------------- \| ------------------ \| ---------------------- \| ------------- \| ------------- \| \| 1. \| Nils Politt \| Bora-Hansgrohe \| 4t 25' 15" \| \| \| 2. \| Dylan Teuns \| Bahrain Victorious \| + 11" \| \| \| 3. \| André Greipel \| Israel Start-Up Nation \| + 12" \| \| \| 4. \| Pascal Ackermann \| Bora-Hansgrohe \| + 12" \| \| \| 5. \| John Degenkolb \| Tyskland \| + 12" \| \| \| 6. \| Mark Cavendish \| Deceuninck-Quick Step \| + 12" \| \| \| 7. \| Marius Mayrhofer \| Team DSM \| + 12" \| \| \| 8. \| Alexander Kristoff \| UAE Team Emirates \| + 12" \| \| \| 9. \| Sebastián Mora \| Movistar Team \| + 12" \| \| \| 10. \| Johannes Hodapp \| Team SKS Sauerland NRW \| + 12" \| \| |                    |                        |            |
| |                    |                        |            |
| Kilde: ProCyclingStats |                    |                        |            |
| Etaperesultat |                    |                        |            |
| Rytter | Rytter             | Hold                   | Tid        |
| 1. | Nils Politt        | Bora-Hansgrohe         | 4t 25' 15" |
| 2. | Dylan Teuns        | Bahrain Victorious     | + 11"      |
| 3. | André Greipel      | Israel Start-Up Nation | + 12"      |
| 4. | Pascal Ackermann   | Bora-Hansgrohe         | + 12"      |
| 5. | John Degenkolb     | Tyskland               | + 12"      |
| 6. | Mark Cavendish     | Deceuninck-Quick Step  | + 12"      |
| 7. | Marius Mayrhofer   | Team DSM               | + 12"      |
| 8. | Alexander Kristoff | UAE Team Emirates      | + 12"      |
| 9. | Sebastián Mora     | Movistar Team          | + 12"      |
| 10. | Johannes Hodapp    | Team SKS Sauerland NRW | + 12"      |

| \| Samlede stilling \| Samlede stilling \| Samlede stilling \| Samlede stilling \| Samlede stilling \| \| Rytter \| Rytter \| Hold \| Tid \| \| \| ---------------- \| ------------------ \| ---------------------------------- \| ---------------- \| ---------------- \| \| 1. \| Nils Politt \| Bora-Hansgrohe \| 12t 56' 18" \| \| \| 2. \| Pascal Ackermann \| Bora-Hansgrohe \| + 8" \| \| \| 3. \| Phil Bauhaus \| Bahrain Victorious \| + 10" \| \| \| 4. \| Alexander Kristoff \| UAE Team Emirates \| + 12" \| \| \| 5. \| Dylan Teuns \| Bahrain Victorious \| + 17" \| \| \| 6. \| Marco Haller \| Bahrain Victorious \| + 19" \| \| \| 7. \| Georg Zimmermann \| Intermarché-Wanty-Gobert Matériaux \| + 19" \| \| \| 8. \| Marcel Meisen \| Alpecin-Fenix \| + 21" \| \| \| 9. \| Joshua Huppertz \| Team Lotto-Kern Haus \| + 21" \| \| \| 10. \| Marco Canola \| Gazprom-RusVelo \| + 23" \| \| |                    |                                    |             |
| |                    |                                    |             |
| Kilde: ProCyclingStats |                    |                                    |             |
| Samlede stilling |                    |                                    |             |
| Rytter | Rytter             | Hold                               | Tid         |
| 1. | Nils Politt        | Bora-Hansgrohe                     | 12t 56' 18" |
| 2. | Pascal Ackermann   | Bora-Hansgrohe                     | + 8"        |
| 3. | Phil Bauhaus       | Bahrain Victorious                 | + 10"       |
| 4. | Alexander Kristoff | UAE Team Emirates                  | + 12"       |
| 5. | Dylan Teuns        | Bahrain Victorious                 | + 17"       |
| 6. | Marco Haller       | Bahrain Victorious                 | + 19"       |
| 7. | Georg Zimmermann   | Intermarché-Wanty-Gobert Matériaux | + 19"       |
| 8. | Marcel Meisen      | Alpecin-Fenix                      | + 21"       |
| 9. | Joshua Huppertz    | Team Lotto-Kern Haus               | + 21"       |
| 10. | Marco Canola       | Gazprom-RusVelo                    | + 23"       |

### 4. etape
| Erlangen - Nürnberg | middel bjergetape | (154,4 km) |

| \| Etaperesultat \| Etaperesultat \| Etaperesultat \| Etaperesultat \| Etaperesultat \| \| Rytter \| Rytter \| Hold \| Tid \| \| \| ------------- \| ------------------- \| ---------------------------------- \| ------------- \| ------------- \| \| 1. \| Alexander Kristoff \| UAE Team Emirates \| 3t 33' 25" \| \| \| 2. \| Pascal Ackermann \| Bora-Hansgrohe \| + 0" \| \| \| 3. \| Luca Mozzato \| B&B Hotels p/b KTM \| + 0" \| \| \| 4. \| Rasmus Tiller \| Uno-X Pro Cycling Team \| + 0" \| \| \| 5. \| Francisco Galván \| Equipo Kern Pharma \| + 0" \| \| \| 6. \| Marco Haller \| Bahrain Victorious \| + 0" \| \| \| 7. \| Jannik Steimle \| Deceuninck-Quick Step \| + 0" \| \| \| 8. \| Valentin Retailleau \| AG2R Citroën Team \| + 0" \| \| \| 9. \| John Degenkolb \| Lotto-Soudal \| + 0" \| \| \| 10. \| Jonas Koch \| Intermarché-Wanty-Gobert Matériaux \| + 0" \| \| |                     |                                    |            |
| |                     |                                    |            |
| Kilde: ProCyclingStats |                     |                                    |            |
| Etaperesultat |                     |                                    |            |
| Rytter | Rytter              | Hold                               | Tid        |
| 1. | Alexander Kristoff  | UAE Team Emirates                  | 3t 33' 25" |
| 2. | Pascal Ackermann    | Bora-Hansgrohe                     | + 0"       |
| 3. | Luca Mozzato        | B&B Hotels p/b KTM                 | + 0"       |
| 4. | Rasmus Tiller       | Uno-X Pro Cycling Team             | + 0"       |
| 5. | Francisco Galván    | Equipo Kern Pharma                 | + 0"       |
| 6. | Marco Haller        | Bahrain Victorious                 | + 0"       |
| 7. | Jannik Steimle      | Deceuninck-Quick Step              | + 0"       |
| 8. | Valentin Retailleau | AG2R Citroën Team                  | + 0"       |
| 9. | John Degenkolb      | Lotto-Soudal                       | + 0"       |
| 10. | Jonas Koch          | Intermarché-Wanty-Gobert Matériaux | + 0"       |

## Resultater
| \| Samlede stilling \| Samlede stilling \| Samlede stilling \| Samlede stilling \| Samlede stilling \| \| Rytter \| Rytter \| Hold \| Tid \| \| \| ---------------- \| ------------------ \| ---------------------------------- \| ---------------- \| ---------------- \| \| 1. \| Nils Politt \| Bora-Hansgrohe \| 16t 29' 41" \| \| \| 2. \| Pascal Ackermann \| Bora-Hansgrohe \| + 4" \| \| \| 3. \| Alexander Kristoff \| UAE Team Emirates \| + 4" \| \| \| 4. \| Dylan Teuns \| Bahrain Victorious \| + 19" \| \| \| 5. \| Georg Zimmermann \| Intermarché-Wanty-Gobert Matériaux \| + 19" \| \| \| 6. \| Marco Haller \| Bahrain Victorious \| + 21" \| \| \| 7. \| Luca Mozzato \| B&B Hotels p/b KTM \| + 22" \| \| \| 8. \| Marco Canola \| Gazprom-RusVelo \| + 22" \| \| \| 9. \| Marcel Meisen \| Alpecin-Fenix \| + 24" \| \| \| 10. \| Jonas Koch \| Intermarché-Wanty-Gobert Matériaux \| + 26" \| \| |                    |                                    |             |
| |                    |                                    |             |
| Kilde: ProCyclingStats |                    |                                    |             |
| Samlede stilling |                    |                                    |             |
| Rytter | Rytter             | Hold                               | Tid         |
| 1. | Nils Politt        | Bora-Hansgrohe                     | 16t 29' 41" |
| 2. | Pascal Ackermann   | Bora-Hansgrohe                     | + 4"        |
| 3. | Alexander Kristoff | UAE Team Emirates                  | + 4"        |
| 4. | Dylan Teuns        | Bahrain Victorious                 | + 19"       |
| 5. | Georg Zimmermann   | Intermarché-Wanty-Gobert Matériaux | + 19"       |
| 6. | Marco Haller       | Bahrain Victorious                 | + 21"       |
| 7. | Luca Mozzato       | B&B Hotels p/b KTM                 | + 22"       |
| 8. | Marco Canola       | Gazprom-RusVelo                    | + 22"       |
| 9. | Marcel Meisen      | Alpecin-Fenix                      | + 24"       |
| 10. | Jonas Koch         | Intermarché-Wanty-Gobert Matériaux | + 26"       |

| Samlede stilling | Samlede stilling   | Samlede stilling                   | Samlede stilling | Samlede stilling |
| Rytter           | Rytter             | Hold                               | Tid              |                  |
| ---------------- | ------------------ | ---------------------------------- | ---------------- | ---------------- |
| 1.               | Nils Politt        | Bora-Hansgrohe                     | 16t 29' 41"      |                  |
| 2.               | Pascal Ackermann   | Bora-Hansgrohe                     | + 4"             |                  |
| 3.               | Alexander Kristoff | UAE Team Emirates                  | + 4"             |                  |
| 4.               | Dylan Teuns        | Bahrain Victorious                 | + 19"            |                  |
| 5.               | Georg Zimmermann   | Intermarché-Wanty-Gobert Matériaux | + 19"            |                  |
| 6.               | Marco Haller       | Bahrain Victorious                 | + 21"            |                  |
| 7.               | Luca Mozzato       | B&B Hotels p/b KTM                 | + 22"            |                  |
| 8.               | Marco Canola       | Gazprom-RusVelo                    | + 22"            |                  |
| 9.               | Marcel Meisen      | Alpecin-Fenix                      | + 24"            |                  |
| 10.              | Jonas Koch         | Intermarché-Wanty-Gobert Matériaux | + 26"            |                  |

| Pointkonkurrence | Pointkonkurrence   | Pointkonkurrence       | Pointkonkurrence | Pointkonkurrence |
| Rytter           | Rytter             | Hold                   | Point            |                  |
| ---------------- | ------------------ | ---------------------- | ---------------- | ---------------- |
| 1.               | Pascal Ackermann   | Bora-Hansgrohe         | 46 point         |                  |
| 2.               | Alexander Kristoff | UAE Team Emirates      | 33 point         |                  |
| 3.               | Jannik Steimle     | Deceuninck-Quick Step  | 17 point         |                  |
| 4.               | Nils Politt        | Bora-Hansgrohe         | 15 point         |                  |
| 5.               | Dylan Teuns        | Bahrain Victorious     | 15 point         |                  |
| 6.               | Luca Mozzato       | B&B Hotels p/b KTM     | 15 point         |                  |
| 7.               | Marco Haller       | Bahrain Victorious     | 14 point         |                  |
| 8.               | Rasmus Tiller      | Uno-X Pro Cycling Team | 12 point         |                  |
| 9.               | Matteo Jorgenson   | Movistar Team          | 8 point          |                  |
| 10.              | John Degenkolb     | Lotto-Soudal           | 8 point          |                  |

| Pointkonkurrence | Pointkonkurrence   | Pointkonkurrence       | Pointkonkurrence | Pointkonkurrence |
| Rytter           | Rytter             | Hold                   | Point            |                  |
| ---------------- | ------------------ | ---------------------- | ---------------- | ---------------- |
| 1.               | Pascal Ackermann   | Bora-Hansgrohe         | 46 point         |                  |
| 2.               | Alexander Kristoff | UAE Team Emirates      | 33 point         |                  |
| 3.               | Jannik Steimle     | Deceuninck-Quick Step  | 17 point         |                  |
| 4.               | Nils Politt        | Bora-Hansgrohe         | 15 point         |                  |
| 5.               | Dylan Teuns        | Bahrain Victorious     | 15 point         |                  |
| 6.               | Luca Mozzato       | B&B Hotels p/b KTM     | 15 point         |                  |
| 7.               | Marco Haller       | Bahrain Victorious     | 14 point         |                  |
| 8.               | Rasmus Tiller      | Uno-X Pro Cycling Team | 12 point         |                  |
| 9.               | Matteo Jorgenson   | Movistar Team          | 8 point          |                  |
| 10.              | John Degenkolb     | Lotto-Soudal           | 8 point          |                  |

| Bjergkonkurrence | Bjergkonkurrence | Bjergkonkurrence      | Bjergkonkurrence | Bjergkonkurrence |
| Rytter           | Rytter           | Hold                  | Point            |                  |
| ---------------- | ---------------- | --------------------- | ---------------- | ---------------- |
| 1.               | Louis Vervaeke   | Alpecin-Fenix         | 10 point         |                  |
| 2.               | Dario Cataldo    | Movistar Team         | 10 point         |                  |
| 3.               | Justin Wolf      | Bike Aid              | 8 point          |                  |
| 4.               | Rémi Cavagna     | Deceuninck-Quick Step | 5 point          |                  |
| 5.               | Kyle Murphy      | Rally Cycling         | 5 point          |                  |
| 6.               | Dylan Teuns      | Bahrain Victorious    | 4 point          |                  |
| 7.               | Jannis Peter     | Rad-net Rose Team     | 4 point          |                  |
| 8.               | Julian Lino      | Bike Aid              | 3 point          |                  |
| 9.               | Robert Jägeler   | P&S Metalltechnik     | 3 point          |                  |
| 10.              | Jannik Steimle   | Deceuninck-Quick Step | 3 point          |                  |

| Bjergkonkurrence | Bjergkonkurrence | Bjergkonkurrence      | Bjergkonkurrence | Bjergkonkurrence |
| Rytter           | Rytter           | Hold                  | Point            |                  |
| ---------------- | ---------------- | --------------------- | ---------------- | ---------------- |
| 1.               | Louis Vervaeke   | Alpecin-Fenix         | 10 point         |                  |
| 2.               | Dario Cataldo    | Movistar Team         | 10 point         |                  |
| 3.               | Justin Wolf      | Bike Aid              | 8 point          |                  |
| 4.               | Rémi Cavagna     | Deceuninck-Quick Step | 5 point          |                  |
| 5.               | Kyle Murphy      | Rally Cycling         | 5 point          |                  |
| 6.               | Dylan Teuns      | Bahrain Victorious    | 4 point          |                  |
| 7.               | Jannis Peter     | Rad-net Rose Team     | 4 point          |                  |
| 8.               | Julian Lino      | Bike Aid              | 3 point          |                  |
| 9.               | Robert Jägeler   | P&S Metalltechnik     | 3 point          |                  |
| 10.              | Jannik Steimle   | Deceuninck-Quick Step | 3 point          |                  |

| Ungdomskonkurrence | Ungdomskonkurrence    | Ungdomskonkurrence                 | Ungdomskonkurrence | Ungdomskonkurrence |
| Rytter             | Rytter                | Hold                               | Tid                |                    |
| ------------------ | --------------------- | ---------------------------------- | ------------------ | ------------------ |
| 1.                 | Georg Zimmermann      | Intermarché-Wanty-Gobert Matériaux | 16t 30' 00"        |                    |
| 2.                 | Luca Mozzato          | B&B Hotels p/b KTM                 | + 3"               |                    |
| 3.                 | Jannik Steimle        | Deceuninck-Quick Step              | + 7"               |                    |
| 4.                 | Rasmus Tiller         | Uno-X Pro Cycling Team             | + 7"               |                    |
| 5.                 | Tom Lindner           | P&S Metalltechnik                  | + 7"               |                    |
| 6.                 | Juri Hollmann         | Movistar Team                      | + 7"               |                    |
| 7.                 | Jonas Rutsch          | EF Education-Nippo                 | + 7"               |                    |
| 8.                 | Fabio Van den Bossche | Sport Vlaanderen-Baloise           | + 7"               |                    |
| 9.                 | João Almeida          | Deceuninck-Quick Step              | + 7"               |                    |
| 10.                | Roger Adrià           | Equipo Kern Pharma                 | + 7"               |                    |

| Ungdomskonkurrence | Ungdomskonkurrence    | Ungdomskonkurrence                 | Ungdomskonkurrence | Ungdomskonkurrence |
| Rytter             | Rytter                | Hold                               | Tid                |                    |
| ------------------ | --------------------- | ---------------------------------- | ------------------ | ------------------ |
| 1.                 | Georg Zimmermann      | Intermarché-Wanty-Gobert Matériaux | 16t 30' 00"        |                    |
| 2.                 | Luca Mozzato          | B&B Hotels p/b KTM                 | + 3"               |                    |
| 3.                 | Jannik Steimle        | Deceuninck-Quick Step              | + 7"               |                    |
| 4.                 | Rasmus Tiller         | Uno-X Pro Cycling Team             | + 7"               |                    |
| 5.                 | Tom Lindner           | P&S Metalltechnik                  | + 7"               |                    |
| 6.                 | Juri Hollmann         | Movistar Team                      | + 7"               |                    |
| 7.                 | Jonas Rutsch          | EF Education-Nippo                 | + 7"               |                    |
| 8.                 | Fabio Van den Bossche | Sport Vlaanderen-Baloise           | + 7"               |                    |
| 9.                 | João Almeida          | Deceuninck-Quick Step              | + 7"               |                    |
| 10.                | Roger Adrià           | Equipo Kern Pharma                 | + 7"               |                    |

### Holdkonkurrencen
| Holdkonkurrence | Holdkonkurrence       | Holdkonkurrence | Holdkonkurrence |
| Hold            | Hold                  | Tid             |                 |
| --------------- | --------------------- | --------------- | --------------- |
| 1.              | Bahrain Victorious    | 49t 30' 18"     |                 |
| 2.              | UAE Team Emirates     | + 1"            |                 |
| 3.              | Deceuninck-Quick Step | + 10"           |                 |
| 4.              | Alpecin-Fenix         | + 42"           |                 |
| 5.              | Bora-Hansgrohe        | + 4' 30"        |                 |

## Hold og ryttere
| UCI WorldTeams (9)- Bora-Hansgrohe - Israel Start-Up Nation - Deceuninck-Quick Step - UAE Team Emirates - AG2R Citroën Team - Team DSM - Movistar Team - Intermarché-Wanty-Gobert Matériaux - Bahrain Victorious UCI ProTeams (7)- Gazprom-RusVelo - Alpecin-Fenix - B&B Hotels p/b KTM - Rally Cycling - Uno-X Pro Cycling Team - Sport Vlaanderen-Baloise - Equipo Kern Pharma UCI Kontinentalhold (5)- Bike Aid - Dauner-AKKON - Lotto-Kern-Haus - Team SKS Sauerland NRW - P&S Metalltechnik Landshold- Tyskland |
| |

### Startliste
| Bora-Hansgrohe BOH | Bora-Hansgrohe BOH        | Bora-Hansgrohe BOH |
| ------------------ | ------------------------- | ------------------ |
| Nr.                | Rytter                    | Placering          |
| 1                  | Pascal Ackermann (GER)    | 2.                 |
| 2                  | Emanuel Buchmann (GER)    | DNF-4              |
| 3                  | Nils Politt (GER)         | 1.                 |
| 4                  | Andreas Schillinger (GER) | 80.                |
| 5                  | Michael Schwarzmann (GER) | 32.                |
| 6                  | Rüdiger Selig (GER)       | DNF-4              |

| Israel Start-Up Nation ISN | Israel Start-Up Nation ISN | Israel Start-Up Nation ISN |
| -------------------------- | -------------------------- | -------------------------- |
| Nr.                        | Rytter                     | Placering                  |
| 11                         | André Greipel (GER)        | 46.                        |
| 12                         | Alex Dowsett (GBR)         | 69.                        |
| 13                         | Chris Froome (GBR)         | 96.                        |
| 14                         | Carl Fredrik Hagen (NOR)   | 53.                        |
| 15                         | Reto Hollenstein (SUI)     | 58.                        |
| 16                         | Rick Zabel (GER)           | DNF-2                      |

| Deceuninck-Quick Step DQT | Deceuninck-Quick Step DQT     | Deceuninck-Quick Step DQT |
| ------------------------- | ----------------------------- | ------------------------- |
| Nr.                       | Rytter                        | Placering                 |
| 21                        | Mark Cavendish (GBR)          | 42.                       |
| 22                        | João Almeida (POR)            | 18.                       |
| 23                        | Shane Archbold (NZL)          | 56.                       |
| 24                        | Rémi Cavagna (FRA) (landevej) | 51.                       |
| 25                        | Yves Lampaert (BEL)           | 24.                       |
| 26                        | Jannik Steimle (GER)          | 12.                       |

| UAE Team Emirates UAD | UAE Team Emirates UAD    | UAE Team Emirates UAD |
| --------------------- | ------------------------ | --------------------- |
| Nr.                   | Rytter                   | Placering             |
| 31                    | Alexander Kristoff (NOR) | 3.                    |
| 32                    | Sven Erik Bystrøm (NOR)  | 11.                   |
| 33                    | Rui Costa (POR)          | 23.                   |
| 34                    | Alessandro Covi (ITA)    | 29.                   |
| 35                    | Davide Formolo (ITA)     | 28.                   |
| 36                    | Felix Groß (GER)         | 99.                   |

| Bahrain Victorious TBV | Bahrain Victorious TBV    | Bahrain Victorious TBV |
| ---------------------- | ------------------------- | ---------------------- |
| Nr.                    | Rytter                    | Placering              |
| 41                     | Phil Bauhaus (GER)        | DNS-4                  |
| 42                     | Marco Haller (AUT)        | 6.                     |
| 43                     | Domen Novak (SLO)         | 70.                    |
| 44                     | Hermann Pernsteiner (AUT) | 21.                    |
| 45                     | Marcel Sieberg (GER)      | DNS-4                  |
| 46                     | Dylan Teuns (BEL)         | 4.                     |

| Tyskland GER | Tyskland GER   | Tyskland GER |
| ------------ | -------------- | ------------ |
| Nr.          | Rytter         | Placering    |
| 51           | John Degenkolb | 20.          |
| 52           | Pirmin Benz    | 49.          |
| 53           | Jakob Geßner   | 67.          |
| 54           | Jannis Peter   | 79.          |
| 55           | Jonas Rutsch   | 16.          |
| 56           | Henri Uhlig    | 88.          |

| AG2R Citroën Team ACT | AG2R Citroën Team ACT     | AG2R Citroën Team ACT |
| --------------------- | ------------------------- | --------------------- |
| Nr.                   | Rytter                    | Placering             |
| 61                    | Ben O'Connor (AUS)        | 38.                   |
| 62                    | Clément Berthet (FRA)     | 44.                   |
| 63                    | Lawrence Naesen (BEL)     | 36.                   |
| 64                    | Nans Peters (FRA)         | DNF-3                 |
| 65                    | Valentin Retailleau (FRA) | 37.                   |

| Gazprom-RusVelo GAZ | Gazprom-RusVelo GAZ     | Gazprom-RusVelo GAZ |
| ------------------- | ----------------------- | ------------------- |
| Nr.                 | Rytter                  | Placering           |
| 71                  | Marco Canola (ITA)      | 8.                  |
| 72                  | Igor Bojev (RUS)        | 90.                 |
| 73                  | Fredrik Dversnes (NOR)  | 33.                 |
| 74                  | Eirik Lunder (NOR)      | 59.                 |
| 75                  | Petr Rikunov (RUS)      | DNF-2               |
| 76                  | Jevgenij Sjalunov (RUS) | 87.                 |

| Team DSM DSM | Team DSM DSM           | Team DSM DSM |
| ------------ | ---------------------- | ------------ |
| Nr.          | Rytter                 | Placering    |
| 81           | Max Kanter (GER)       | 60.          |
| 82           | Marco Brenner (GER)    | 54.          |
| 83           | Niklas Märkl (GER)     | 43.          |
| 84           | Marius Mayrhofer (GER) | 45.          |
| 85           | Martin Salmon (GER)    | DNF-4        |
| 86           | Florian Stork (GER)    | DNS-3        |

| Uno-X Pro Cycling Team UXT | Uno-X Pro Cycling Team UXT | Uno-X Pro Cycling Team UXT |
| -------------------------- | -------------------------- | -------------------------- |
| Nr.                        | Rytter                     | Placering                  |
| 91                         | Rasmus Tiller (NOR)        | 13.                        |
| 92                         | Kristoffer Halvorsen (NOR) | 64.                        |
| 93                         | Daniel Hoelgaard (NOR)     | DNS-1                      |
| 94                         | Julius Johansen (DEN)      | 95.                        |
| 95                         | Anders Skaarseth (NOR)     | 25.                        |
| 96                         | Syver Wærsted (NOR)        | 74.                        |

| Movistar Team MOV | Movistar Team MOV      | Movistar Team MOV |
| ----------------- | ---------------------- | ----------------- |
| Nr.               | Rytter                 | Placering         |
| 101               | Marc Soler (ESP)       | 71.               |
| 102               | Dario Cataldo (ITA)    | 62.               |
| 103               | Juri Hollmann (GER)    | 15.               |
| 104               | Matteo Jorgenson (USA) | 26.               |
| 105               | Sebastián Mora (ESP)   | DNS-4             |
| 106               | Antonio Pedrero (ESP)  | DNS-4             |

| Alpecin-Fenix AFC | Alpecin-Fenix AFC          | Alpecin-Fenix AFC |
| ----------------- | -------------------------- | ----------------- |
| Nr.               | Rytter                     | Placering         |
| 111               | Philipp Walsleben (GER)    | 39.               |
| 112               | Marcel Meisen (GER)        | 9.                |
| 113               | Alexander Richardson (GBR) | 85.               |
| 114               | Ben Tulett (GBR)           | 22.               |
| 115               | David van der Poel (NED)   | 27.               |
| 116               | Louis Vervaeke (BEL)       | 31.               |

| Intermarché-Wanty-Gobert Matériaux IWG | Intermarché-Wanty-Gobert Matériaux IWG | Intermarché-Wanty-Gobert Matériaux IWG |
| -------------------------------------- | -------------------------------------- | -------------------------------------- |
| Nr.                                    | Rytter                                 | Placering                              |
| 121                                    | Georg Zimmermann (GER)                 | 5.                                     |
| 122                                    | Dries De Pooter (BEL)                  | DNS-2                                  |
| 123                                    | Théo Delacroix (FRA)                   | 77.                                    |
| 124                                    | Alexander Evans (AUS)                  | DNF-2                                  |
| 125                                    | Maxime Jarnet (FRA)                    | 65.                                    |
| 126                                    | Jonas Koch (GER)                       | 10.                                    |

| B&B Hotels p/b KTM BBK | B&B Hotels p/b KTM BBK      | B&B Hotels p/b KTM BBK |
| ---------------------- | --------------------------- | ---------------------- |
| Nr.                    | Rytter                      | Placering              |
| 131                    | Pierre Rolland (FRA)        | DNF-4                  |
| 132                    | Bert De Backer (BEL)        | 92.                    |
| 133                    | Jens Debusschere (BEL)      | DNF-4                  |
| 134                    | Cyril Gautier (FRA)         | 57.                    |
| 135                    | Luca Mozzato (ITA)          | 7.                     |
| 136                    | Sebastian Schönberger (AUT) | 48.                    |

| Sport Vlaanderen-Baloise SVB | Sport Vlaanderen-Baloise SVB | Sport Vlaanderen-Baloise SVB |
| ---------------------------- | ---------------------------- | ---------------------------- |
| Nr.                          | Rytter                       | Placering                    |
| 141                          | Fabio Van den Bossche (BEL)  | 17.                          |
| 142                          | Ruben Apers (BEL)            | 52.                          |
| 143                          | Alex Colman (BEL)            | DNF-3                        |
| 144                          | Sander De Pestel (BEL)       | 55.                          |
| 145                          | Jens Reynders (BEL)          | 41.                          |
| 146                          | Aaron Verwilst (BEL)         | DNS-4                        |

| Equipo Kern Pharma EKP | Equipo Kern Pharma EKP   | Equipo Kern Pharma EKP |
| ---------------------- | ------------------------ | ---------------------- |
| Nr.                    | Rytter                   | Placering              |
| 151                    | Roger Adrià (ESP)        | 19.                    |
| 152                    | Urko Berrade (ESP)       | 30.                    |
| 153                    | Francisco Galván (ESP)   | 34.                    |
| 154                    | Jordi López (ESP)        | 35.                    |
| 155                    | Martí Márquez (ESP)      | DNF-4                  |
| 156                    | Danny van der Tuuk (NED) | 76.                    |

| Rally Cycling RLY | Rally Cycling RLY       | Rally Cycling RLY |
| ----------------- | ----------------------- | ----------------- |
| Nr.               | Rytter                  | Placering         |
| 161               | Ben King (USA)          | 89.               |
| 162               | Stephen Bassett (USA)   | 73.               |
| 163               | Nathan Brown (USA)      | DNF-2             |
| 164               | Kyle Murphy (USA)       | 81.               |
| 165               | Emerson Oronte (USA)    | 84.               |
| 166               | Nickolas Zukowsky (CAN) | 61.               |

| Bike Aid BAI | Bike Aid BAI           | Bike Aid BAI |
| ------------ | ---------------------- | ------------ |
| Nr.          | Rytter                 | Placering    |
| 171          | Nikodemus Holler (GER) | 103.         |
| 172          | Lucas Carstensen (GER) | DNF-4        |
| 173          | Azzedine Lagab (ALG)   | DNF-4        |
| 174          | Julian Lino (FRA)      | 66.          |
| 175          | Justin Wolf (GER)      | 47.          |
| 176          | Dawit Yemane (ERI)     | 102.         |

| Dauner-AKKON TDA | Dauner-AKKON TDA        | Dauner-AKKON TDA |
| ---------------- | ----------------------- | ---------------- |
| Nr.              | Rytter                  | Placering        |
| 181              | Henning Bommel (GER)    | DNF-4            |
| 182              | Dominik Bauer (GER)     | DNF-4            |
| 183              | Roman Duckert (GER)     | 78.              |
| 184              | Frederik Rassmann (GER) | 97.              |
| 185              | Jan-Marc Temmen (GER)   | DNF-4            |
| 186              | Sven Thurau (GER)       | DNF-4            |

| Team Lotto-Kern Haus LKH | Team Lotto-Kern Haus LKH | Team Lotto-Kern Haus LKH |
| ------------------------ | ------------------------ | ------------------------ |
| Nr.                      | Rytter                   | Placering                |
| 191                      | Kim Heiduk (GER)         | DNF-4                    |
| 192                      | Jan Hugger (GER)         | DNF-2                    |
| 193                      | Joshua Huppertz (GER)    | 40.                      |
| 194                      | Pierre-Pascal Keup (GER) | 93.                      |
| 195                      | Christian Koch (GER)     | 83.                      |
| 196                      | Mario Spengler (SUI)     | 100.                     |

| Team SKS Sauerland NRW SVL | Team SKS Sauerland NRW SVL | Team SKS Sauerland NRW SVL |
| -------------------------- | -------------------------- | -------------------------- |
| Nr.                        | Rytter                     | Placering                  |
| 201                        | Johannes Adamietz (GER)    | 72.                        |
| 202                        | Michel Gießelmann (GER)    | 101.                       |
| 203                        | Johannes Hodapp (GER)      | 50.                        |
| 204                        | Jon Knolle (GER)           | 94.                        |
| 205                        | Abram Stockman (BEL)       | 82.                        |
| 206                        | Michiel Stockman (BEL)     | 63.                        |

| P&S Metalltechnik PUS | P&S Metalltechnik PUS      | P&S Metalltechnik PUS |
| --------------------- | -------------------------- | --------------------- |
| Nr.                   | Rytter                     | Placering             |
| 211                   | Immanuel Stark (GER)       | 91.                   |
| 212                   | Michel Aschenbrenner (GER) | 75.                   |
| 213                   | Robert Jägeler (GER)       | 98.                   |
| 214                   | Tom Lindner (GER)          | 14.                   |
| 215                   | Tobias Nolde (GER)         | 86.                   |
| 216                   | Dominik Röber (GER)        | 68.                   |

| Bora-Hansgrohe BOH | Bora-Hansgrohe BOH        | Bora-Hansgrohe BOH |
| ------------------ | ------------------------- | ------------------ |
| Nr.                | Rytter                    | Placering          |
| 1                  | Pascal Ackermann (GER)    | 2.                 |
| 2                  | Emanuel Buchmann (GER)    | DNF-4              |
| 3                  | Nils Politt (GER)         | 1.                 |
| 4                  | Andreas Schillinger (GER) | 80.                |
| 5                  | Michael Schwarzmann (GER) | 32.                |
| 6                  | Rüdiger Selig (GER)       | DNF-4              |

| Israel Start-Up Nation ISN | Israel Start-Up Nation ISN | Israel Start-Up Nation ISN |
| -------------------------- | -------------------------- | -------------------------- |
| Nr.                        | Rytter                     | Placering                  |
| 11                         | André Greipel (GER)        | 46.                        |
| 12                         | Alex Dowsett (GBR)         | 69.                        |
| 13                         | Chris Froome (GBR)         | 96.                        |
| 14                         | Carl Fredrik Hagen (NOR)   | 53.                        |
| 15                         | Reto Hollenstein (SUI)     | 58.                        |
| 16                         | Rick Zabel (GER)           | DNF-2                      |

| Deceuninck-Quick Step DQT | Deceuninck-Quick Step DQT     | Deceuninck-Quick Step DQT |
| ------------------------- | ----------------------------- | ------------------------- |
| Nr.                       | Rytter                        | Placering                 |
| 21                        | Mark Cavendish (GBR)          | 42.                       |
| 22                        | João Almeida (POR)            | 18.                       |
| 23                        | Shane Archbold (NZL)          | 56.                       |
| 24                        | Rémi Cavagna (FRA) (landevej) | 51.                       |
| 25                        | Yves Lampaert (BEL)           | 24.                       |
| 26                        | Jannik Steimle (GER)          | 12.                       |

| UAE Team Emirates UAD | UAE Team Emirates UAD    | UAE Team Emirates UAD |
| --------------------- | ------------------------ | --------------------- |
| Nr.                   | Rytter                   | Placering             |
| 31                    | Alexander Kristoff (NOR) | 3.                    |
| 32                    | Sven Erik Bystrøm (NOR)  | 11.                   |
| 33                    | Rui Costa (POR)          | 23.                   |
| 34                    | Alessandro Covi (ITA)    | 29.                   |
| 35                    | Davide Formolo (ITA)     | 28.                   |
| 36                    | Felix Groß (GER)         | 99.                   |

| Bahrain Victorious TBV | Bahrain Victorious TBV    | Bahrain Victorious TBV |
| ---------------------- | ------------------------- | ---------------------- |
| Nr.                    | Rytter                    | Placering              |
| 41                     | Phil Bauhaus (GER)        | DNS-4                  |
| 42                     | Marco Haller (AUT)        | 6.                     |
| 43                     | Domen Novak (SLO)         | 70.                    |
| 44                     | Hermann Pernsteiner (AUT) | 21.                    |
| 45                     | Marcel Sieberg (GER)      | DNS-4                  |
| 46                     | Dylan Teuns (BEL)         | 4.                     |

| Tyskland GER | Tyskland GER   | Tyskland GER |
| ------------ | -------------- | ------------ |
| Nr.          | Rytter         | Placering    |
| 51           | John Degenkolb | 20.          |
| 52           | Pirmin Benz    | 49.          |
| 53           | Jakob Geßner   | 67.          |
| 54           | Jannis Peter   | 79.          |
| 55           | Jonas Rutsch   | 16.          |
| 56           | Henri Uhlig    | 88.          |

| AG2R Citroën Team ACT | AG2R Citroën Team ACT     | AG2R Citroën Team ACT |
| --------------------- | ------------------------- | --------------------- |
| Nr.                   | Rytter                    | Placering             |
| 61                    | Ben O'Connor (AUS)        | 38.                   |
| 62                    | Clément Berthet (FRA)     | 44.                   |
| 63                    | Lawrence Naesen (BEL)     | 36.                   |
| 64                    | Nans Peters (FRA)         | DNF-3                 |
| 65                    | Valentin Retailleau (FRA) | 37.                   |

| Gazprom-RusVelo GAZ | Gazprom-RusVelo GAZ     | Gazprom-RusVelo GAZ |
| ------------------- | ----------------------- | ------------------- |
| Nr.                 | Rytter                  | Placering           |
| 71                  | Marco Canola (ITA)      | 8.                  |
| 72                  | Igor Bojev (RUS)        | 90.                 |
| 73                  | Fredrik Dversnes (NOR)  | 33.                 |
| 74                  | Eirik Lunder (NOR)      | 59.                 |
| 75                  | Petr Rikunov (RUS)      | DNF-2               |
| 76                  | Jevgenij Sjalunov (RUS) | 87.                 |

| Team DSM DSM | Team DSM DSM           | Team DSM DSM |
| ------------ | ---------------------- | ------------ |
| Nr.          | Rytter                 | Placering    |
| 81           | Max Kanter (GER)       | 60.          |
| 82           | Marco Brenner (GER)    | 54.          |
| 83           | Niklas Märkl (GER)     | 43.          |
| 84           | Marius Mayrhofer (GER) | 45.          |
| 85           | Martin Salmon (GER)    | DNF-4        |
| 86           | Florian Stork (GER)    | DNS-3        |

| Uno-X Pro Cycling Team UXT | Uno-X Pro Cycling Team UXT | Uno-X Pro Cycling Team UXT |
| -------------------------- | -------------------------- | -------------------------- |
| Nr.                        | Rytter                     | Placering                  |
| 91                         | Rasmus Tiller (NOR)        | 13.                        |
| 92                         | Kristoffer Halvorsen (NOR) | 64.                        |
| 93                         | Daniel Hoelgaard (NOR)     | DNS-1                      |
| 94                         | Julius Johansen (DEN)      | 95.                        |
| 95                         | Anders Skaarseth (NOR)     | 25.                        |
| 96                         | Syver Wærsted (NOR)        | 74.                        |

| Movistar Team MOV | Movistar Team MOV      | Movistar Team MOV |
| ----------------- | ---------------------- | ----------------- |
| Nr.               | Rytter                 | Placering         |
| 101               | Marc Soler (ESP)       | 71.               |
| 102               | Dario Cataldo (ITA)    | 62.               |
| 103               | Juri Hollmann (GER)    | 15.               |
| 104               | Matteo Jorgenson (USA) | 26.               |
| 105               | Sebastián Mora (ESP)   | DNS-4             |
| 106               | Antonio Pedrero (ESP)  | DNS-4             |

| Alpecin-Fenix AFC | Alpecin-Fenix AFC          | Alpecin-Fenix AFC |
| ----------------- | -------------------------- | ----------------- |
| Nr.               | Rytter                     | Placering         |
| 111               | Philipp Walsleben (GER)    | 39.               |
| 112               | Marcel Meisen (GER)        | 9.                |
| 113               | Alexander Richardson (GBR) | 85.               |
| 114               | Ben Tulett (GBR)           | 22.               |
| 115               | David van der Poel (NED)   | 27.               |
| 116               | Louis Vervaeke (BEL)       | 31.               |

| Intermarché-Wanty-Gobert Matériaux IWG | Intermarché-Wanty-Gobert Matériaux IWG | Intermarché-Wanty-Gobert Matériaux IWG |
| -------------------------------------- | -------------------------------------- | -------------------------------------- |
| Nr.                                    | Rytter                                 | Placering                              |
| 121                                    | Georg Zimmermann (GER)                 | 5.                                     |
| 122                                    | Dries De Pooter (BEL)                  | DNS-2                                  |
| 123                                    | Théo Delacroix (FRA)                   | 77.                                    |
| 124                                    | Alexander Evans (AUS)                  | DNF-2                                  |
| 125                                    | Maxime Jarnet (FRA)                    | 65.                                    |
| 126                                    | Jonas Koch (GER)                       | 10.                                    |

| B&B Hotels p/b KTM BBK | B&B Hotels p/b KTM BBK      | B&B Hotels p/b KTM BBK |
| ---------------------- | --------------------------- | ---------------------- |
| Nr.                    | Rytter                      | Placering              |
| 131                    | Pierre Rolland (FRA)        | DNF-4                  |
| 132                    | Bert De Backer (BEL)        | 92.                    |
| 133                    | Jens Debusschere (BEL)      | DNF-4                  |
| 134                    | Cyril Gautier (FRA)         | 57.                    |
| 135                    | Luca Mozzato (ITA)          | 7.                     |
| 136                    | Sebastian Schönberger (AUT) | 48.                    |

| Sport Vlaanderen-Baloise SVB | Sport Vlaanderen-Baloise SVB | Sport Vlaanderen-Baloise SVB |
| ---------------------------- | ---------------------------- | ---------------------------- |
| Nr.                          | Rytter                       | Placering                    |
| 141                          | Fabio Van den Bossche (BEL)  | 17.                          |
| 142                          | Ruben Apers (BEL)            | 52.                          |
| 143                          | Alex Colman (BEL)            | DNF-3                        |
| 144                          | Sander De Pestel (BEL)       | 55.                          |
| 145                          | Jens Reynders (BEL)          | 41.                          |
| 146                          | Aaron Verwilst (BEL)         | DNS-4                        |

| Equipo Kern Pharma EKP | Equipo Kern Pharma EKP   | Equipo Kern Pharma EKP |
| ---------------------- | ------------------------ | ---------------------- |
| Nr.                    | Rytter                   | Placering              |
| 151                    | Roger Adrià (ESP)        | 19.                    |
| 152                    | Urko Berrade (ESP)       | 30.                    |
| 153                    | Francisco Galván (ESP)   | 34.                    |
| 154                    | Jordi López (ESP)        | 35.                    |
| 155                    | Martí Márquez (ESP)      | DNF-4                  |
| 156                    | Danny van der Tuuk (NED) | 76.                    |

| Rally Cycling RLY | Rally Cycling RLY       | Rally Cycling RLY |
| ----------------- | ----------------------- | ----------------- |
| Nr.               | Rytter                  | Placering         |
| 161               | Ben King (USA)          | 89.               |
| 162               | Stephen Bassett (USA)   | 73.               |
| 163               | Nathan Brown (USA)      | DNF-2             |
| 164               | Kyle Murphy (USA)       | 81.               |
| 165               | Emerson Oronte (USA)    | 84.               |
| 166               | Nickolas Zukowsky (CAN) | 61.               |

| Bike Aid BAI | Bike Aid BAI           | Bike Aid BAI |
| ------------ | ---------------------- | ------------ |
| Nr.          | Rytter                 | Placering    |
| 171          | Nikodemus Holler (GER) | 103.         |
| 172          | Lucas Carstensen (GER) | DNF-4        |
| 173          | Azzedine Lagab (ALG)   | DNF-4        |
| 174          | Julian Lino (FRA)      | 66.          |
| 175          | Justin Wolf (GER)      | 47.          |
| 176          | Dawit Yemane (ERI)     | 102.         |

| Dauner-AKKON TDA | Dauner-AKKON TDA        | Dauner-AKKON TDA |
| ---------------- | ----------------------- | ---------------- |
| Nr.              | Rytter                  | Placering        |
| 181              | Henning Bommel (GER)    | DNF-4            |
| 182              | Dominik Bauer (GER)     | DNF-4            |
| 183              | Roman Duckert (GER)     | 78.              |
| 184              | Frederik Rassmann (GER) | 97.              |
| 185              | Jan-Marc Temmen (GER)   | DNF-4            |
| 186              | Sven Thurau (GER)       | DNF-4            |

| Team Lotto-Kern Haus LKH | Team Lotto-Kern Haus LKH | Team Lotto-Kern Haus LKH |
| ------------------------ | ------------------------ | ------------------------ |
| Nr.                      | Rytter                   | Placering                |
| 191                      | Kim Heiduk (GER)         | DNF-4                    |
| 192                      | Jan Hugger (GER)         | DNF-2                    |
| 193                      | Joshua Huppertz (GER)    | 40.                      |
| 194                      | Pierre-Pascal Keup (GER) | 93.                      |
| 195                      | Christian Koch (GER)     | 83.                      |
| 196                      | Mario Spengler (SUI)     | 100.                     |

| Team SKS Sauerland NRW SVL | Team SKS Sauerland NRW SVL | Team SKS Sauerland NRW SVL |
| -------------------------- | -------------------------- | -------------------------- |
| Nr.                        | Rytter                     | Placering                  |
| 201                        | Johannes Adamietz (GER)    | 72.                        |
| 202                        | Michel Gießelmann (GER)    | 101.                       |
| 203                        | Johannes Hodapp (GER)      | 50.                        |
| 204                        | Jon Knolle (GER)           | 94.                        |
| 205                        | Abram Stockman (BEL)       | 82.                        |
| 206                        | Michiel Stockman (BEL)     | 63.                        |

| P&S Metalltechnik PUS | P&S Metalltechnik PUS      | P&S Metalltechnik PUS |
| --------------------- | -------------------------- | --------------------- |
| Nr.                   | Rytter                     | Placering             |
| 211                   | Immanuel Stark (GER)       | 91.                   |
| 212                   | Michel Aschenbrenner (GER) | 75.                   |
| 213                   | Robert Jägeler (GER)       | 98.                   |
| 214                   | Tom Lindner (GER)          | 14.                   |
| 215                   | Tobias Nolde (GER)         | 86.                   |
| 216                   | Dominik Röber (GER)        | 68.                   |